# Thangtong Gjalpo

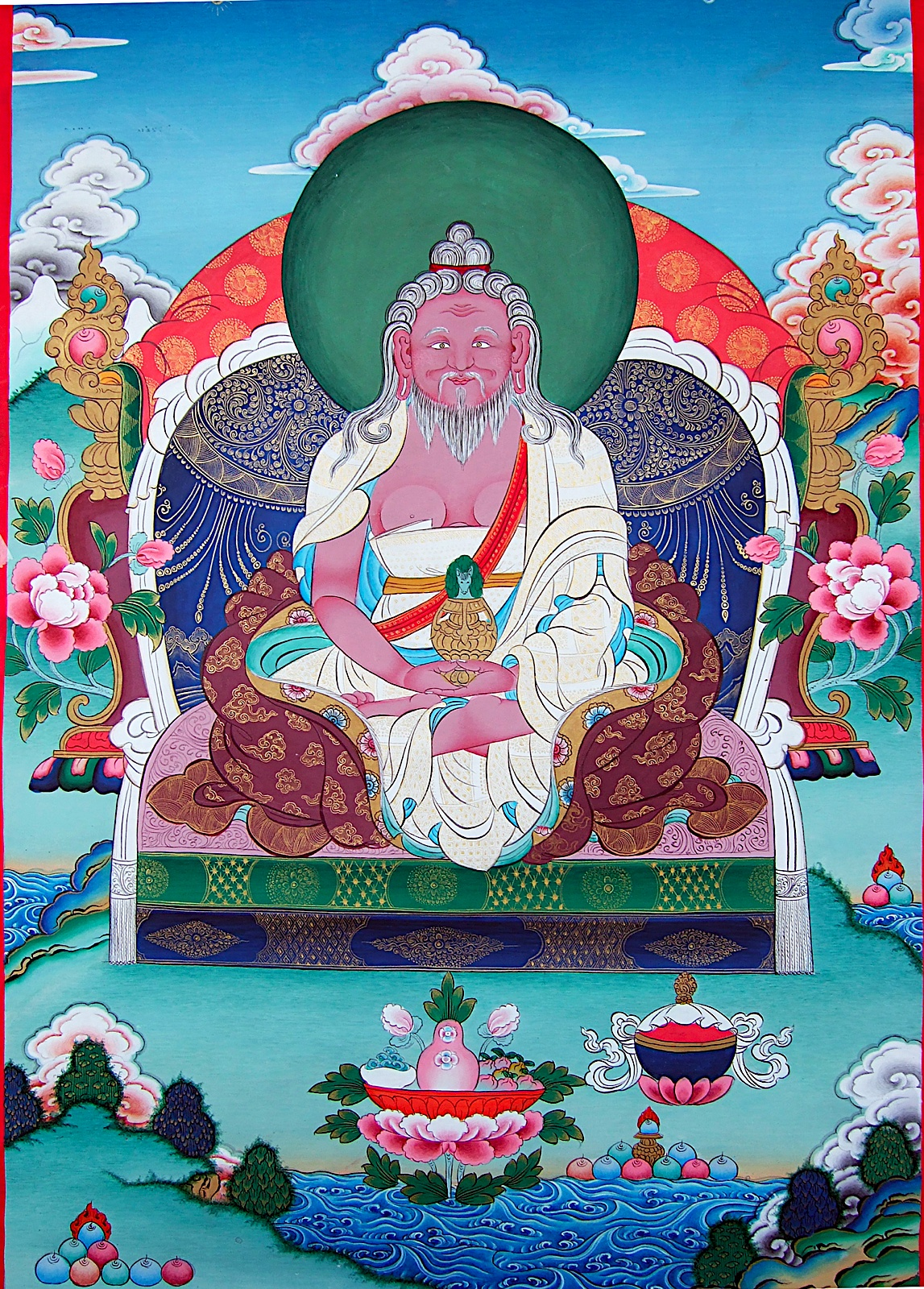
Thangtong Gjalpo

Thangtong Gjalpo zwany Czagzampa lub Drubthob (tyb. ཐང་སྟོང་རྒྱལ་པོ་, wylie: thang stong rgyal po; 1361–1485, 1385–1464, 1375–1464, 1385–1465, 1385–1510, 1385–1509 lub 1361–1483) – tybetański jogin, bodhisattwa, mahasiddha, terton, egzorcysta, filozof, wynalazca, inżynier, konstruktor, architekt, urbanista, malarz, rzeźbiarz, poeta, kompozytor, dramaturg, metalurg, kowal, ludwisarz, hutnik, lekarz, geolog i polityk.
Urodził się w Lhazê (Lha rtse) w prowincji Tsang. Ze względu na różnorodność zainteresowań porównywany do Leonarda da Vinci. Szczególnie znany jako budowniczy kilkudziesięciu (lub ponad 100) drewnianych i żelaznych mostów na terenie Tybetu i Bhutanu. Rozwiązania techniczne zastosowane przy ich konstruowaniu były, jak wykazały przeprowadzone w Szwajcarii badania, najlepsze z możliwych. Niektóre ze stworzonych przez niego i wciąż istniejących mostów to most w Phuncoling na Cangpo, most w Cung Ribocze w Tybecie Zachodnim oraz obecnie zniszczony most w Lhundrup.
Wzniósł również 111 czortenów (między innymi Gjang Rumocze nieopodal Lhazê), liczne świątynie i klasztory, między innymi Lhundup Teng, ważny ośrodek linii Sakja w regionie Kham we wschodnim Tybecie.
Zajmował się odlewaniem z brązu i żelaza różnych przedmiotów rytualnych, np. dordże.
Odkrył również wiele term ziemi.
Budował różnego rodzaju łodzie i statki. Jako jeden z pierwszych w Tybecie konstruował promy (zbudował ich 118).
Wsławił się także jako lekarz. Przypisuje mu się opracowanie „czerwonej pigułki” oraz „białej pigułki”, leków stosowanych odpowiednio w przypadku chorób związanych ze znacznie podwyższoną temperaturą i dolegliwościami żołądkowymi. Oba te specyfiki są w dalszym ciągu powszechnie stosowane w medycynie tybetańskiej. Miał opanować wiele epidemii, w tym epidemie cholery w Lhasie w XV wieku. Stworzył też medytację długiego życia.
Był autorem pieśni ludowych i wierszy popularnych w Tybecie i Bhutanie.
Stworzył misterium Acze Lhamo będące połączeniem dramatu i opery, opierające się na tradycyjnych motywach buddyjskich. Założył pierwszą trupę odtwarzającą ten rodzaj sztuki scenicznej. Podróżował z nią po Tybecie, zbierając w ten sposób pieniądze na swoją działalność budowlaną. Pozostawił również wiele dramatów obrzędowych (czham).
Na temat życia i dokonań Thangtonga Gjalpo powstało wiele opracowań, w tym dwa na terenie samego Tybetu. Autorem pierwszego z nich był bratanek mahasiddhy.